# Rancho Santa Margarita
Rancho Santa Margarita város az USA Kalifornia államában, Orange megyében. Lakosainak száma 47 949 fő (2020. április 1.).

## Népesség
A település népességének változása:
| Lakosok száma | 11 390 | 47 214 | 47 853 | 47 949 |
|               | 1990   | 2000   | 2010   | 2020   |